# Кучкарево
Кучкарево (на македонска литературна норма: Кучкарево; на албански: Kuçkareva) е село в Северна Македония, в община Куманово.

## География
Селото е разположено в областта Овче поле в северното подножие на Градищанската планина.

## История
Според Йордан Н. Иванов името е от кучкар, старобългарското коучкарь, вероятно гледач на ловни кучета. Сравними са местното име Кучка̀рь, Маданско, Кучкар, Кавалско и други.
В края на XIX век Кучкарево е малко българско село в Кумановска каза на Османската империя. Според статистиката на Васил Кънчов („Македония. Етнография и статистика“) от 1900 година Кучкарево е село, населявано от 84 жители българи християни.
Според патриаршеския митрополит Фирмилиан в 1902 година в селото има 7 сръбски патриаршистки къщи. След Илинденското въстание в 1904 година цялото село минава под върховенството на Българската екзархия. По данни на секретаря на екзархията Димитър Мишев („La Macédoine et sa Population Chrétienne“) в 1905 година в Кучкарово има 120 българи екзархисти. Според секретен доклад на българското консулство в Скопие всичките 10 къщи в селото през 1906 година под натиска на сръбската пропаганда в Македония признават Цариградската патриаршия.
Според преброяването от 2002 година селото има 105 жители, всички северномакедонци.